# Incappucciamento

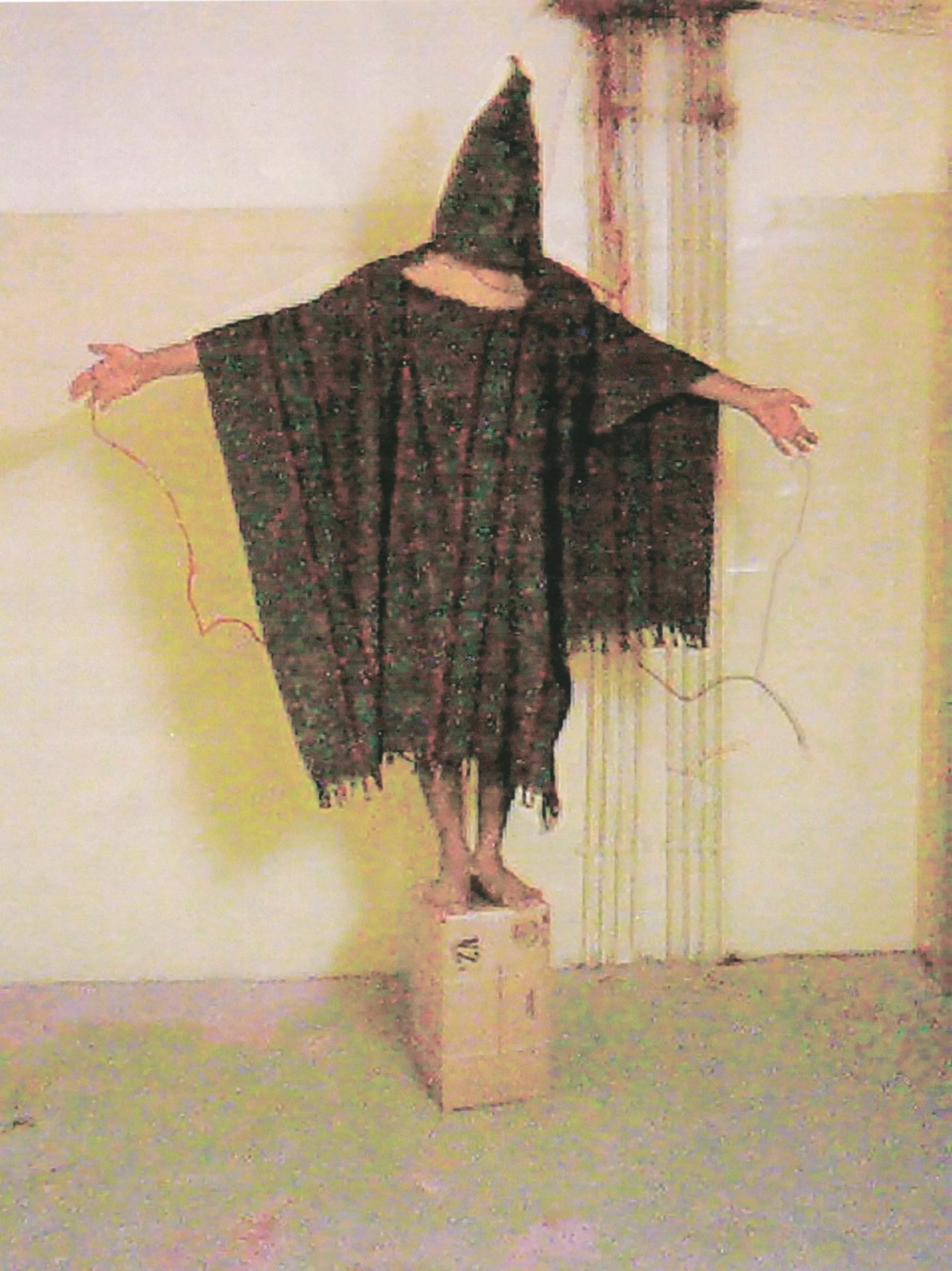
Ali Shallal al-Qaisi, mentre era prigioniero nella prigione di Abu Ghraib, è stato incappucciato dalle forze armate statunitensi.

L'incappucciamento consiste nell'applicare un cappuccio sulla testa di un prigioniero ricoprendola interamente. Tale pratica è largamente considerata essere una forma di tortura; il giurista Matthew Happold considera l'incappucciamento dei prigionieri essere una violazione delle leggi internazionali, in particolare della terza e Quarta Convenzione di Ginevra, le quali stabiliscono che la persona sotto custodia o sottoposta a perquisizione da forze nemiche debba essere trattata umanamente. L'incappucciamento è anche potenzialmente pericoloso, specialmente quando le mani del prigioniero sono legate. È considerato essere un atto di tortura quando il suo scopo principale è la deprivazione sensoriale durante un interrogatorio, in quanto causa "disorientamento, isolamento e paura". Secondo il Comitato internazionale della Croce Rossa, l'incappucciamento è impiegato per impedire alle persone di vedere e per disorientarle, ma anche per impedire loro di respirare liberamente. Insieme all'incappucciamento è talvolta anche usata violenza attraverso percosse per aumentare lo stato d'ansia, in quanto il prigioniero non può sapere né quando né da dove arrivino i colpi. Inoltre l'incappucciamento permette agli aguzzini di restare anonimi e perciò liberi di agire impunemente, e se dei prigionieri all'interno di un gruppo sono incappucciati, chi li interroga può portarli al dissenso facendo loro credere, ad esempio, che qualcuno tra essi stia collaborando, cosa che i prigionieri non sono in grado di verificare.
Nel 1997 il Comitato ONU contro la Tortura ha concluso che l'incappucciamento costituisce tortura, una posizione già reiterata nel 2004 dopo che un rapporto speciale del Comitato aveva "ricevuto informazioni su certi metodi che sono stati condonati e usati per estorcere informazioni a sospetti terroristi".
L'incappucciamento è una delle cosiddette cinque tecniche adottate dalle forze militari britanniche, e rappresenta spesso un preludio comune all'esecuzione capitale.